# 10028 Bonus
10028 Bonus eller 1981 JM2 är en asteroid i huvudbältet som upptäcktes den 5 maj 1981 av den amerikanska astronomen Carolyn S. Shoemaker vid Palomar-observatoriet. Den är uppkallad efter den amerikanska astronomen Shelley R. Bonus.
Asteroiden har en diameter på ungefär 4 kilometer och den tillhör asteroidgruppen Nysa.